# Премія «Сезар» за найкращу чоловічу роль другого плану
Премію «Сезар» за найкращу чоловічу роль другого плану (фр. César du meilleur acteur dans un second rôle) вручає щороку французька Академія мистецтв та технологій кінематографа, починаючи з першої церемонії у 1976 році.

## Список лауреатів та номінантів
• Лауреатів виділено окремим кольором.

### 1976—1980
| Церемонія   | Фото лауреата        | Актор                                 | Фільм                      | Роль               |
| ----------- | -------------------- | ------------------------------------- | -------------------------- | ------------------ |
| 1-ша (1976) |                      | • Жан Рошфор                          | «Нехай розпочнеться свято» | аббат Дюбуа        |
| 1-ша (1976) | • Жан Буїз           | «Стара рушниця»                       | Франсуа                    |                    |
| 1-ша (1976) | • Патрік Девар       | «Прощавай, поліцейський»              | інспектор Лефевр           |                    |
| 1-ша (1976) | • Віктор Лану        | «Прощавай, поліцейський»              | П'єр Лардатт               |                    |
| 2-га (1977) |                      | • Клод Брассер                        | «І слони бувають невірні»  | Даніель            |
| 2-га (1977) | «Супершахрай»        | • Клод Брассер                        | Арі                        |                    |
| 2-га (1977) | • Жан-Клод Бріалі    | «Суддя і вбивця»                      | Вільдьє                    |                    |
| 2-га (1977) | • Шарль Деннер       | «Якби почати спочатку»                | адвокат                    |                    |
| 2-га (1977) | • Жак Дютрон         | «Мадо» (Une femme à sa fenêtre)       | П'єр                       |                    |
| 3-тя (1978) |                      | • Жак Дюфіло                          | «Краб-барабанщик»          | старший механік    |
| 3-тя (1978) | • Мішель Омон        | «Розпещені діти»                      | П'єр                       |                    |
| 3-тя (1978) | • Жан-Франсуа Балмер | «Загроза»                             | Вальдек                    |                    |
| 3-тя (1978) | • Жан Буїз           | «Слідчий Файяр на прізвисько „Шериф“» | генеральный прокурор Арно  |                    |
| 3-тя (1978) | • Філіпп Леотар      | «Слідчий Файяр на прізвисько „Шериф“» | інспектор Мере             |                    |
| 4-та (1979) |                      | • Жак Вільре                          | «Робер і Робер»            | Робер Вільє        |
| 4-та (1979) | • Клод Брассер       | «Проста історія»                      | Серж                       |                    |
| 4-та (1979) | • Жан Карме          | «Цукор» (Le Sucre)                    | Адрієн Куртуа              |                    |
| 4-та (1979) | • Мішель Серро       | «Чужі гроші»                          | Міремо                     |                    |
| 5-та (1980) |                      | • Жан Буїз                            | «Удар головою»             | президент Сівардьє |
| 5-та (1980) | • Мішель Омон        | «Сміливіше, біжімо»                   | Франкі                     |                    |
| 5-та (1980) | • Бернар Бліє        | «Чорна серія»                         | Стаплін                    |                    |
| 5-та (1980) | • Бернар Жиродо      | «Військовий лікар»                    | Франсуа                    |                    |

### 1981—1990
| Церемонія    | Фото лауреата                                   | Актор                                                                    | Фільм                                          | Роль                      |
| ------------ | ----------------------------------------------- | ------------------------------------------------------------------------ | ---------------------------------------------- | ------------------------- |
| 6-та (1981)  |                                                 | • Жак Дюфіло                                                             | «Поганий син»                                  | Адріан Дюссар             |
| 6-та (1981)  | • Гайнц Беннент                                 | «Останнє метро»                                                          | Люка Штайнер                                   |                           |
| 6-та (1981)  | • Гі Маршан                                     | «Лулу»                                                                   | Андре                                          |                           |
| 6-та (1981)  | • Ален Сушон                                    | «Я вас кохаю»                                                            | Клод                                           |                           |
| 7-ма (1982)  |                                                 | • Гі Маршан                                                              | «Під попереднім слідством»                     | інспектор Марсель Бельмон |
| 7-ма (1982)  | • Жерар Ланвен                                  | «Дивна справа»                                                           | Луї Колін                                      |                           |
| 7-ма (1982)  | • Жан-П'єр Мар'єль                              | «Бездоганна репутація»                                                   | Перон                                          |                           |
| 7-ма (1982)  | • Едді Мітчелл                                  | «Бездоганна репутація»                                                   | Ноно                                           |                           |
| 8-ма (1983)  |                                                 | • Жан Карме                                                              | «Знедолені»                                    | Тенардьє                  |
| 8-ма (1983)  | • Мішель Жоназ                                  | «Що змусило втікати Давида?»                                             | Сімон                                          |                           |
| 8-ма (1983)  | • Жерар Клейн                                   | «Перехожа з Сан-Сусі»                                                    | Моріс                                          |                           |
| 8-ма (1983)  | • Жан-Франсуа Стевенен (Jean-François Stévenin) | «Кімната у місті»                                                        | Дамбьель                                       |                           |
| 9-та (1984)  |                                                 | • Рішар Анконіна                                                         | «Чао, блазень»                                 | Бенсуссан                 |
| 9-та (1984)  | • Франсуа Клюзе                                 | «Убивче літо»                                                            | Міккі                                          |                           |
| 9-та (1984)  | • Бернар Фрессон                                | «Офіціант»                                                               | Франсіс                                        |                           |
| 9-та (1984)  | • Гі Маршан                                     | «Кохання з першого погляду»                                              | Мішель Корський                                |                           |
| 9-та (1984)  | • Жак Вільре                                    | «Офіціант»                                                               | Жильбер                                        |                           |
| 10-та (1985) |                                                 | • Рішар Боренже                                                          | «Зведення рахунків»                            | Альберт Лорка             |
| 10-та (1985) | • Мішель Омон                                   | «Неділя за містом»                                                       | Гонзаг                                         |                           |
| 10-та (1985) | • Бернар-П'єр Донадьє                           | «Вулиця варварів» (Rue barbare)                                          | Матіас Хаген                                   |                           |
| 10-та (1985) | • Фабріс Лукіні                                 | «Ночі повного місяця»                                                    | Октав                                          |                           |
| 10-та (1985) | • Ламбер Вільсон                                | «Публічна жінка»                                                         | Мілан Мліска                                   |                           |
| 11-та (1986) |                                                 | • Мішель Бужена (Michel Boujenah)                                        | «Троє чоловіків та немовля в люльці»           | Мішель                    |
| 11-та (1986) | • Жан-Юг Англад                                 | «Підземка»                                                               | ролер                                          |                           |
| 11-та (1986) | • Жан-П'єр Бакрі                                | «Підземка»                                                               | інспектор Бетмен                               |                           |
| 11-та (1986) | • Мішель Галабрю                                | «Підземка»                                                               | інспектор Жебер                                |                           |
| 11-та (1986) | • Ксав'є Делюк                                  | «Помирають тільки двічі»                                                 | Марк Спарк                                     |                           |
| 12-та (1987) |                                                 | • П'єр Ардіті                                                            | «Мелодрама»                                    | П'єр Белькруа             |
| 12-та (1987) | • Жан Карме                                     | «Утікачі»                                                                | ветеринар Мартен                               |                           |
| 12-та (1987) | • Жерар Дармон                                  | «Тридцять сім і два щоранку»                                             | Едді                                           |                           |
| 12-та (1987) | • Клод П'єплю (Claude Piéplu)                   | «Шестірка» (Le Paltoquet)                                                | професор                                       |                           |
| 12-та (1987) | • Жан-Луї Трентіньян                            | «Жінка мого життя» (La Femme de ma vie)                                  | П'єр                                           |                           |
| 13-та (1988) |                                                 | • Жан-Клод Бріалі                                                        | «Невинні»                                      | Клоц                      |
| 13-та (1988) | • Жан-П'єр Кальфон (Jean-Pierre Kalfon)         | «Крик сови»                                                              | комісар поліції                                |                           |
| 13-та (1988) | • Жан-П'єр Лео                                  | «Погані поліцейські» (Les Keufs)                                         | комісар Бувреїль                               |                           |
| 13-та (1988) | • Гі Маршан                                     | «Тонути забороняється» (Noyade interdite)                                | інспектор Лероє                                |                           |
| 13-та (1988) | • Том Новамбр (Tom Novembre)                    | «Сентиментальний агент»                                                  | Вікторієн                                      |                           |
| 14-та (1989) |                                                 | • Патрік Шене                                                            | «Чтиця»                                        | директор компанії         |
| 14-та (1989) | • Патрік Бушіте (Patrick Bouchitey)             | «Життя — це довга спокійна річка» (La vie est un long fleuve tranquille) | панотець Оберже                                |                           |
| 14-та (1989) | • Ален Кюні                                     | «Камілла Клодель»                                                        | Луї-Проспер Клодель                            |                           |
| 14-та (1989) | • Жан-П'єр Мар'єль                              | «Декілька днів зі мною» (Quelques jours avec moi)                        | Рауль Фонфрін                                  |                           |
| 14-та (1989) | • Жан Рено                                      | «Блакитна безодня»                                                       | Енцо Молінарі                                  |                           |
| 15-та (1990) |                                                 | • Робер Ірш                                                              | «Зима 54, абат П'єр» (Hiver 54, l'abbé Pierre) | Рауль                     |
| 15-та (1990) | • Ролан Бланш (Roland Blanche)                  | «Занадто красива для тебе»                                               | Марчелло                                       |                           |
| 15-та (1990) | • Жак Боннаффе                                  | «Хрещення» (Baptême (film))                                              | Андре Граве                                    |                           |
| 15-та (1990) | • Франсуа Клюзе                                 | «Форс мажор» (Force majeure (film, 1989))                                | Данієль                                        |                           |
| 15-та (1990) | • Франсуа Перро (François Perrot (acteur))      | «Життя і нічого більшого»                                                | Перрен                                         |                           |

### 1991—2000
| Церемонія    | Фото лауреата                            | Актор                                         | Фільм                                                | Роль                    |
| ------------ | ---------------------------------------- | --------------------------------------------- | ---------------------------------------------------- | ----------------------- |
| 16-та (1991) |                                          | • Жак Вебер                                   | «Сірано де Бержерак»                                 | граф де Гіш             |
| 16-та (1991) | • Мішель Дюшоссуа                        | «Мілу у травні»                               | Жорж                                                 |                         |
| 16-та (1991) | • Мішель Галабрю                         | «Уран»                                        | Монгла                                               |                         |
| 16-та (1991) | • Моріс Гаррель                          | «Скромниця» (La Discrète)                     | Жан                                                  |                         |
| 16-та (1991) | • Даніель Прево                          | «Уран»                                        | Рошар                                                |                         |
| 17-та (1992) |                                          | • Жан Карме                                   | «Спасибі, життя»                                     | Раймонд (старий батько) |
| 17-та (1992) | • Жан-Клод Дрейфус (Jean-Claude Dreyfus) | «Делікатеси»                                  | Клапе (м'ясник)                                      |                         |
| 17-та (1992) | • Тіккі Ольгадо (Ticky Holgado)          | «Чудова епоха» (Une époque formidable...)     | Крайон                                               |                         |
| 17-та (1992) | • Бернар Ле Кок                          | «Ван Гог»                                     | Тео ван Гог                                          |                         |
| 17-та (1992) | • Жерар Сеті (Gérard Séty)               | «Ван Гог»                                     | доктор Гаше                                          |                         |
| 18-та (1993) |                                          | • Андре Дюссольє                              | «Крижане серце»                                      | Максим                  |
| 18-та (1993) | • Фабріс Лукіні                          | «Повернення Казанови»                         | Каміль                                               |                         |
| 18-та (1993) | • Жан-П'єр Мар'єль                       | «Макс і Джеремі»                              | Алмейда                                              |                         |
| 18-та (1993) | • Патрік Тімсі (Patrick Timsit)          | «Криза» (La Crise)                            | Мішу                                                 |                         |
| 18-та (1993) | • Жан Янн                                | «Індокитай»                                   | Гі Асселін                                           |                         |
| 19-та (1994) |                                          | • Фабріс Лукіні                               | «Усе про це» (Tout ça... pour ça !)                  | Фабріс Ленорман         |
| 19-та (1994) | • Дідьє Безас (Didier Bezace)            | «Між двох вогнів»                             | комісар Карре                                        |                         |
| 19-та (1994) | • Жан-П'єр Дарруссен                     | «Кухня і залежність» (Cuisine et Dépendances) | Фред                                                 |                         |
| 19-та (1994) | • Тома Лангманн                          | «Пуп землі» (Le Nombril du monde)             | Марсель                                              |                         |
| 19-та (1994) | • Жан-Роже Міло (Jean-Roger Milo)        | «Жерміналь»                                   | Антуан Шаваль                                        |                         |
| 20-та (1995) |                                          | • Жан-Юг Англад                               | «Королева Марго»                                     | Карл IX                 |
| 20-та (1995) | • Бернар Жиродо                          | «Улюблений син»                               | Франсуа                                              |                         |
| 20-та (1995) | • Фабріс Лукіні                          | «Полковник Шабер»                             | Дервіль                                              |                         |
| 20-та (1995) | • Клод Ріш                               | «Донька д'Артаньяна»                          | герцог де Крассак                                    |                         |
| 20-та (1995) | • Даніель Руссо (Daniel Russo)           | «Дев'ять місяців» (Neuf mois (film, 1994))    | Жорж                                                 |                         |
| 21-ша (1996) |                                          | • Едді Мітчелл                                | «Кохання в лугах»                                    | Жерар Тільє             |
| 21-ша (1996) | • Жан-Юг Англад                          | «Неллі та пан Арно»                           | Венсан Гранек                                        |                         |
| 21-ша (1996) | • Майкл Лонсдейл                         | «Неллі та пан Арно»                           | Долабелла                                            |                         |
| 21-ша (1996) | • Жан-П'єр Кассель                       | «Церемонія» («Церемонія злочину»)             | Жорж Лельєвр                                         |                         |
| 21-ша (1996) | • Тіккі Ольгадо (Ticky Holgado)          | «Проклятий газон»                             | Антуан                                               |                         |
| 22-га (1997) |                                          | • Жан-П'єр Дарруссен                          | «Сімейна атмосфера»                                  | Дені                    |
| 22-га (1997) | • Альбер Дюпонтель                       | «Нікому невідомий герой»                      | Діонне                                               |                         |
| 22-га (1997) | • Жак Гамблен (Jacques Gamblin)          | «Вечірній прикид» (Pédale douce)              | Адре Лемуан                                          |                         |
| 22-га (1997) | • Бернар Жиродо                          | «Насмішка»                                    | абат де Вількур                                      |                         |
| 22-га (1997) | • Жан Рошфор                             | «Насмішка»                                    | маркіз де Бельгард                                   |                         |
| 23-тя (1998) |                                          | • Жан-П'єр Бакрі                              | «Відомі старі пісні»                                 | Ніколя                  |
| 23-тя (1998) | • Жан-П'єр Дарруссен                     | «Маріус і Жанетт»                             | Деде                                                 |                         |
| 23-тя (1998) | • Жерар Жуньо                            | «Любов солдата» (Marthe (film))               | Анрф                                                 |                         |
| 23-тя (1998) | • Венсан Перес                           | «До бою» (Le Bossu (film, 1997))              | герцог Неверський                                    |                         |
| 23-тя (1998) | • Ламбер Вільсон                         | «Відомі старі пісні»                          | Марк Дювейер                                         |                         |
| 24-та (1999) |                                          | • Даніель Прево                               | «Вечеря з недоуком»                                  | Люсьєн Шеваль           |
| 24-та (1999) | • Жак Дютрон                             | «Вандомська площа»                            | Баттістеллі                                          |                         |
| 24-та (1999) | • Бернар Фрессон                         | «Вандомська площа»                            | Венсан Малівер                                       |                         |
| 24-та (1999) | • Венсан Перес                           | «Ті, хто мене любить, поїдуть потягом»        | Вів'єн                                               |                         |
| 24-та (1999) | • Жан-Луї Трентіньян                     | «Ті, хто мене любить, поїдуть потягом»        | Люсьєн Еммеріх / Жан-Батист                          |                         |
| 25-та (2000) |                                          | • Франсуа Берлеан                             | «Мій маленький бізнес» (Ma petite entreprise (film)) | Максим Нассієфф         |
| 25-та (2000) | • Жак Дюфіло                             | «Що є життя?» (C'est quoi la vie ?)           | Ноель                                                |                         |
| 25-та (2000) | • Андре Дюссольє                         | «Діти природи» (Les Enfants du marais)        | Амедей                                               |                         |
| 25-та (2000) | • Клод Ріш                               | «Різдвяний пиріг» (La Bûche)                  | Станіслас Роман                                      |                         |
| 25-та (2000) | • Рошді Зем                              | «Мій маленький бізнес»                        | Самі                                                 |                         |

### 2001—2010
| Церемонія    | Фото лауреата                              | Актор                                                                           | Фільм                                                                            | Роль                   |
| ------------ | ------------------------------------------ | ------------------------------------------------------------------------------- | -------------------------------------------------------------------------------- | ---------------------- |
| 26-та (2001) |                                            | • Жерар Ланвен                                                                  | «На чужий смак»                                                                  | Франк Морено           |
| 26-та (2001) | • Ален Шаба                                | «На чужий смак»                                                                 | Брюно Дешам                                                                      |                        |
| 26-та (2001) | • Жан-П'єр Кальфон (Jean-Pierre Kalfon)    | «Доньки короля» (Saint-Cyr (film))                                              | Людовік XIV                                                                      |                        |
| 26-та (2001) | • Емир Кустуриця                           | «Вдова з острова Сен-П'єр»                                                      | Ніл Огюст                                                                        |                        |
| 26-та (2001) | • Ламбер Вільсон                           | «Світські леви» (Jet Set (film))                                                | Артюс де Поліньяк                                                                |                        |
| 27-ма (2002) |                                            | • Андре Дюссольє                                                                | «Палата для офіцерів»                                                            | хірург                 |
| 27-ма (2002) | • Едуар Баер                               | «Викрадення для Бетті Фішер»                                                    | Алекс Басато                                                                     |                        |
| 27-ма (2002) | • Жамель Деббуз                            | «Амелі»                                                                         | Люсьєн                                                                           |                        |
| 27-ма (2002) | • Рюфюс                                    | «Амелі»                                                                         | Рафаель Пулен                                                                    |                        |
| 27-ма (2002) | • Жан-Поль Руссійон (Jean-Paul Roussillon) | «Дівчина з Парижа» (Une hirondelle a fait le printemps)                         | Жан                                                                              |                        |
| 28-ма (2003) |                                            | • Бернар Ле Кок                                                                 | «Згадувати про прекрасне» (Se souvenir des belles choses)                        | професор Крістіан Ліхт |
| 28-ма (2003) | • Франсуа Клюзе                            | «Суперник»                                                                      | Люк                                                                              |                        |
| 28-ма (2003) | • Жерар Дармон                             | «Астерікс і Обелікс: Місія „Клеопатра“»                                         | Амонбофис                                                                        |                        |
| 28-ма (2003) | • Жамель Деббуз                            | «Астерікс і Обелікс: Місія „Клеопатра“»                                         | Номернабіс                                                                       |                        |
| 28-ма (2003) | • Дені Подалідес                           | «Цілуй кого хочеш»                                                              | Жером                                                                            |                        |
| 29-та (2004) |                                            | • Даррі Коул                                                                    | «Тільки не в губи»                                                               | madame Foin            |
| 29-та (2004) | • Іван Атталь                              | «Бон вояж!»                                                                     | Рауль                                                                            |                        |
| 29-та (2004) | • Кловіс Корнійяк                          | «У короткий тиждень» (À la petite semaine)                                      | Дідьє                                                                            |                        |
| 29-та (2004) | • Марк Лавуан                              | «Серця чоловіків» (Le Cœur des hommes)                                          | Алекс                                                                            |                        |
| 29-та (2004) | • Жан-П'єр Мар'єль                         | «Крихітка Лілі» (La Petite Lili)                                                | Сімон Марсо                                                                      |                        |
| 30-та (2005) |                                            | • Кловіс Корнійяк                                                               | «Брехня, зрада і тому подібне…» (Mensonges et trahisons et plus si affinités...) | Кевін                  |
| 30-та (2005) | • Франсуа Берлеан                          | «Хористи»                                                                       | директор Рашен                                                                   |                        |
| 30-та (2005) | • Андре Дюссольє                           | «Набережна Орфевр, 36»                                                          | Робер Манчіні                                                                    |                        |
| 30-та (2005) | • Моріс Гаррель                            | «Королі та королева»                                                            | Louis Jenssens                                                                   |                        |
| 30-та (2005) | • Жан-Поль Рув                             | «Подіум»                                                                        | Couscous                                                                         |                        |
| 31-ша (2006) |                                            | • Нільс Ареструп                                                                | «І моє серце завмерло»                                                           | Робер Сер              |
| 31-ша (2006) | • Моріс Бенішу (Maurice Bénichou)          | «Приховане»                                                                     | Мажид                                                                            |                        |
| 31-ша (2006) | • Данні Бун                                | «Щасливого Різдва»                                                              | Поншель                                                                          |                        |
| 31-ша (2006) | • Жорж Вільсон                             | «Я тут не для того, щоб мене любили» (Je ne suis pas là pour être aimé)         | Дельсар, старший                                                                 |                        |
| 31-ша (2006) | • Рошді Зем                                | «Молодий лейтенант» (Le Petit Lieutenant)                                       | Соло                                                                             |                        |
| 32-га (2007) |                                            | • Кад Мерад                                                                     | «Не хвилюйся, у мене все гаразд» (Je vais bien, ne t'en fais pas (film))         | Поль Тельє             |
| 32-га (2007) | • Данні Бун                                | «Дублер»                                                                        | Рішар                                                                            |                        |
| 32-га (2007) | • Франсуа Клюзе                            | «Чотири зірки» (Quatre étoiles)                                                 | Рене                                                                             |                        |
| 32-га (2007) | • Андре Дюссольє                           | «Не кажи нікому»                                                                | Жак Лорентен                                                                     |                        |
| 32-га (2007) | • Гі Маршан                                | «Паризька історія» (Dans Paris)                                                 | Мірко                                                                            |                        |
| 33-тя (2008) |                                            | • Самі Буажила                                                                  | «Свідки»                                                                         | Мехді                  |
| 33-тя (2008) | • Паскаль Греггорі                         | «Життя у рожевому кольорі»                                                      | Луї Барр'єр                                                                      |                        |
| 33-тя (2008) | • Майкл Лонсдейл                           | «Людський фактор» (La Question humaine)                                         | Матіас Жуст                                                                      |                        |
| 33-тя (2008) | • Фабріс Лукіні                            | «Мольєр»                                                                        | мосьє Жорден                                                                     |                        |
| 33-тя (2008) | • Лоран Стокер                             | «Просто разом»                                                                  | Філібер                                                                          |                        |
| 34-та (2009) |                                            | • Жан-Поль Руссійон (Jean-Paul Roussillon)                                      | «Різдвяна казка»                                                                 | Абель                  |
| 34-та (2009) | • Бенжамін Біолей (Benjamin Biolay)        | «Стелла»                                                                        | Серж, батько Стелли                                                              |                        |
| 34-та (2009) | • Клод Ріш                                 | «Допоможи собі сам, тоді Бог тобі допоможе» (Aide-toi, le ciel t'aidera (film)) | Робер                                                                            |                        |
| 34-та (2009) | • П'єр Ванек (Pierre Vaneck)               | «Два дні для вбивства» (Deux jours à tuer)                                      | батько Ентоні                                                                    |                        |
| 34-та (2009) | • Рошді Зем                                | «Дівчина з Монако»                                                              | Крістоф Абаді                                                                    |                        |
| 35-та (2010) |                                            | • Нільс Ареструп                                                                | «Пророк»                                                                         | Цезарь Лучіані         |
| 35-та (2010) | • Жан-Юг Англад                            | «Переслідування» (Persécution (film, 2009))                                     | дивак-незнайомець                                                                |                        |
| 35-та (2010) | • JoeyStarr (JoeyStarr)                    | «Бал актрис» (Le Bal des actrices)                                              | JoeyStarr                                                                        |                        |
| 35-та (2010) | • Бенуа Пульворд                           | «Коко до Шанель»                                                                | Етьєн Бальсан                                                                    |                        |
| 35-та (2010) | • Мішель Вюйєрмоз (Michel Vuillermoz)      | «Відхожа чарка» (Le Dernier pour la route)                                      | П'єр                                                                             |                        |

### 2011—2020
| Церемонія    | Фото лауреата                         | Актор                                                  | Фільм                           | Роль      |
| ------------ | ------------------------------------- | ------------------------------------------------------ | ------------------------------- | --------- |
| 36-та (2011) |                                       | • Майкл Лонсдейл                                       | «Про людей і богів»             | Люк       |
| 36-та (2011) | • Нільс Ареструп                      | «Людина, яка хотіла залишатися собою»                  | Бартолом'ю                      |           |
| 36-та (2011) | • Франсуа Дам'єн                      | «Серцеїд»                                              | Марк                            |           |
| 36-та (2011) | • Жиль Лелуш                          | «Маленькі секрети»                                     | Ерік                            |           |
| 36-та (2011) | • Олів'є Рабурден (Olivier Rabourdin) | «Про людей і богів»                                    | Крістоф                         |           |
| 37-ма (2012) |                                       | • Мішель Блан                                          | «Управління державою»           | Жиль      |
| 37-ма (2012) | • Ніколя Дювошель                     | «Паліція»                                              | Матьє                           |           |
| 37-ма (2012) | • JoeyStarr (JoeyStarr)               | «Паліція»                                              | Фред                            |           |
| 37-ма (2012) | • Бернар Ле Кок                       | «Завоювання» (La Conquête)                             | Жак Ширак                       |           |
| 37-ма (2012) | • Фредерік П'єро (Frédéric Pierrot)   | «Паліція»                                              | Балло                           |           |
| 38-ма (2013) |                                       | • Гійом де Тонкедек                                    | «Ім'я»                          | Клод      |
| 38-ма (2013) | • Самір Гесмі (Samir Guesmi)          | «Камілла роздвоюється»                                 | Ерік                            |           |
| 38-ма (2013) | • Бенуа Мажимель                      | «Мій шлях»                                             | Поль Ледерман                   |           |
| 38-ма (2013) | • Клод Ріш                            | «В пошуках Ортенза» (Cherchez Hortense)                | Себастьян Гауер                 |           |
| 38-ма (2013) | • Мішель Вюйєрмоз (Michel Vuillermoz) | «Камілла роздвоюється»                                 | батько Камілли                  |           |
| 39-та (2014) |                                       | • Нільс Ареструп                                       | «Набережна Орсе»                | Клод Мопа |
| 39-та (2014) | • Патрік Шене                         | «Найкращі дні попереду» (Les Beaux Jours (film, 2013)) | Філіпп                          |           |
| 39-та (2014) | • Патрік д'Асумсао (фр.)              | «Незнайомець на озері»                                 | Анрі                            |           |
| 39-та (2014) | • Франсуа Дам'єн                      | «Сюзанна»                                              | Ніколя Меревський               |           |
| 39-та (2014) | • Олів'є Гурме                        | «Гранд Централ. Атомне кохання»                        | Жиль                            |           |
| 40-ва (2015) |                                       | • Реда Катеб                                           | «Гіппократ» (Hippocrate (film)) | Абдель    |
| 40-ва (2015) | • Ерік Ельмосніно                     | «Сім'я Бельє»                                          | Фаб'єн Томассон                 |           |
| 40-ва (2015) | • Гійом Гальєнн                       | «Ив Сен-Лоран»                                         | П'єр Берже                      |           |
| 40-ва (2015) | • Луї Гаррель                         | «Святий Лоран. Страсті великого кутюр'є»               | Жак де Баше                     |           |
| 40-ва (2015) | • Жеремі Реньє                        | «Святий Лоран. Страсті великого кутюр'є»               | П'єр Берже                      |           |
| 41-ша (2016) |                                       | • Бенуа Мажимель                                       | «Молода кров»                   | Янн       |
| 41-ша (2016) | • Андре Маркон                        | «Маргарита»                                            | Жорж Дюмон                      |           |
| 41-ша (2016) | • Мішель Фо                           | «Маргарита»                                            | Атос Пецціні                    |           |
| 41-ша (2016) | • Луї Гаррель                         | «Мій король»                                           | Солаль                          |           |
| 41-ша (2016) | • Венсан Ротьє                        | «Діпан»                                                | Брагім                          |           |
| 42-га (2017) |                                       | • Джеймс Тьєррі                                        | «Шоколад»                       | Футіт     |
| 42-га (2017) | • Габрієль Аркан                      | «Син Жана»                                             | П'єр Лесаж                      |           |
| 42-га (2017) | • Венсан Кассель                      | «Це всього лиш кінець світу»                           | Антуан Кніппер                  |           |
| 42-га (2017) | • Венсан Лакост                       | «У ліжку з Вікторією»                                  | Самуель Малле                   |           |
| 42-га (2017) | • Лоран Лафітт                        | «Вона»                                                 | Патрік                          |           |
| 42-га (2017) | • Мельвіль Пупо                       | «У ліжку з Вікторією»                                  | Венсан Коссарскі                |           |
| 43-тя (2018) |                                       | • Антуан Рейнартц                                      | «120 ударів на хвилину»         | Тібо      |
| 43-тя (2018) | • Нільс Ареструп                      | «До побачення там, нагорі»                             | Марсель Перикур                 |           |
| 43-тя (2018) | • Лоран Лафітт                        | «До побачення там, нагорі»                             | Анрі д'Ольне-Прадель            |           |
| 43-тя (2018) | • Жиль Лелуш                          | «1+1=Весілля»                                          | Джеймс                          |           |
| 43-тя (2018) | • Венсан Макень                       | «1+1=Весілля»                                          | Жульєн                          |           |
| 44-та (2019) |                                       | • Філіпп Катрін                                        | «Щасливі невдахи»               | Тьєррі    |
| 44-та (2019) | • Жан-Юг Англад                       | «Щасливі невдахи»                                      | Симон                           |           |
| 44-та (2019) | • Деміен Боннар                       | «Щось не так з тобою»                                  | Луї                             |           |
| 44-та (2019) | • Кловіс Корнійяк                     | «Лоскоти»                                              | Фабріс Ле Надана                |           |
| 44-та (2019) | • Дені Подалідес                      | «Насолоджуватися, кохати та швидко бігати»             | Матьє                           |           |